# Tommaso Malagodi
Tommaso Malagodi (Cento, 21 dicembre 1826 – 31 dicembre 1894) è stato un patriota italiano.
Volontario del Risorgimento, fu caporale nel battaglione “Basso Reno” alla difesa di Vicenza nel 1848 e sergente nel reggimento “Unione” a difesa della Repubblica Romana nel 1849.

## Biografia
Nacque a Cento il 21 dicembre 1826, figlio di Sebastiano (1793-1869) e di Maria Guidetti; venne battezzato nello stesso giorno nella cittadina chiesa di San Biagio sempre in Cento. Apparteneva ad una antica e nobile famiglia centese.
Giovane forte, occhi e capelli neri, da ragazzo si interessò di pittura come molti della sua famiglia. I genitori gli diedero altri cinque fratelli, e uno questi, Ludovico, condivise con lui l'avventura risorgimentale.
Il 3 agosto 1847 si arruolò volontario nella Guardia Civica attiva nel Battaglione di Cento dell'esercito Pontificio, milite col numero di matricola 579. Alla formazione dei primi Reparti Combattenti Risorgimentali la milizia venne inquadrata dal Generale Giovanni Durando nel Battaglione Basso Reno. Tommaso, fervente patriota, venne inviato in Veneto e combatté alla vana difesa di Vicenza contro gli austriaci. Successivamente, per “disposizione governativa” il primo ottobre 1848 si congedò dal Battaglione Basso Reno col grado di Caporale e, il 15 ottobre 1848, sempre col grado di Caporale venne arruolato nel Reggimento Unione, in forza alla Terza Compagnia Fucilieri. Dal 18 dicembre 1848 si trovò nella Piazza di Bologna, nella Terza Divisione, Secondo Battaglione, Terza Compagnia Fucilieri del Reggimento Unione.
Il 9 febbraio 1849 venne proclamata la Repubblica Romana. Il 7 aprile 1849 la sua Compagnia si mosse da Bologna e successivamente raggiunse Roma.
È a Roma che Tommaso si trovò protagonista di una delle più belle pagine del Risorgimento italiano, l'estrema difesa della Repubblica.
Un bollettino a firma di Giuseppe Garibaldi ricorda quelle giornate:
“Il secondo Battaglione del reggimento Unione è un corpo di valorosissimi soldati. Essi hanno combattuto oggi sotto i miei occhi corpo a corpo, il Maggiore Panizzi per nostra sventura è morto sul campo di battaglia, incontrarono la stessa sorte gloriosa i due ufficiali: Cremonini e Giordani, ma le perdite del nemico furono maggiori, senza paragone; il furore dei nostri era al colmo, e quando per uccidere mancò la munizione per un istante quei bravi si rivolsero ai sassi e strapparono le baionette dalle mani del nemico“.
Rari documenti mostrano che col grado di Sergente fu assegnato alla difesa della città nelle giornate fra il 13 e il 26 giugno 1849. I documenti sulla sua vita militare si fermano alla difesa di Roma, dopo il ripristino del potere pontificio (luglio 1849), l'esercito fu formalmente sciolto e Tommaso rientrò a Cento..
A Cento si sposò con Ludgarda Luminasi (1833-1882), figlia del possidente Fortunato e di Giustina Broccoli, le foto rimaste ce la mostrano come una bella donna coi capelli scuri e con un tratto del viso forte.
A Cento si occupò principalmente di collaborare con il padre, possidente, nell'amministrazione dei beni di famiglia svolgendo nel contempo attività come agente di campagna per altri signori benestanti e accrescendo notevolmente il patrimonio paterno.
Nel 1864 lo si ritrova padre del primo dei suoi quattro figli, Armando (1864-1947) a cui seguirono Viscardo (1867-1950), Olindo (1870-1934) ed Edgardo Gustavo (1872-1878).
Circa un mese prima della nascita di Olindo, il 25 novembre 1869 muore il padre Sebastiano. Tommaso, anche in segno di gratitudine per il lavoro svolto, ereditò dal genitore gran parte dei suoi beni, tra cui la casa principale della famiglia, situata a Cento, in Borgo da Dimani Inferiore al civico 46, diversi terreni e beni ed il compito di agente ed amministratore dei beni di famiglia in comune con i fratelli.
Disponendo di più abitazioni e spostandosi per amministrare meglio i suoi beni, il 9 aprile del 1883 si trasferì a Bologna.
Morì il 31 dicembre 1894.